# 切莱利古雷
切莱利古雷（義大利語：Celle Ligure），是意大利萨沃纳省的一个市镇。总面积9.62平方公里，人口5456人，人口密度567.2人/平方公里（2009年）。ISTAT代码为009022。